# A pokol zsoldosai
A pokol zsoldosai Rejtő Jenő kalandregénye, légiós krimije, melyet először 1936-ban adta ki a Nova Irodalmi Intézet.

## Történet
Egy veszélyes kém működött a francia vezérkarnál, idegen nagyhatalmaknak továbbította a titkos terveket. 1930. november 6-án eltűnt egy fontos jegyzőkönyv a hadügyminisztériumból, amely tengerészeti szakértők tanácskozásáról készült, egy másik nagyhatalommal való közös flotta felvonulási tervét tartalmazta egy földközi-tengeri háború esetére. Toulet kapitányra terelődött a gyanú, akit a hadbíróság életfogytig tartó szigorított fegyházra ítélt. Az elítélt a Cayenne-be vezető úton a tengerbe veszett, az aktáját lezárták.
Az idegenlégió katonái Afrikában háborúba indultak, közöttük voltak egy páran, akik egy titkos kincs megszerzésére is készülődtek. A gyarmati hadsereg erőltetett menetben történő felvonulását halálos kimenetelű büntetések, szökések és emberrablások sorozata kísérte.

## Szereplők
- Leon Toulet  vezérkari kapitány
- Donald százados, Toulet barátja
- Du Garde százados, Toulet barátja
- Lauyanel százados, kémelhárító főnök
- La Motte táborszernagy, hadbíró
- Claire, Toulet menyasszonya
- Ranat Zelim, arab orvos
- Desposlin ügyvéd
- Emmy Desposlin
- Barud el Mansur, arab vezér
- Muhat, a Tafilalet parancsnoka
- Lorenz, a titkosszolgálat századosa
- Joseph Larnac lakáj
- Oliver Duncan
- katonák az idegenlégióban: 
  - Laverborg, „a báró”
  - Citrom, a féleszű szabó
  - David Moschkowitz, a zsidó
  - Hufeisen, a bajor Herkules
  - Jott, az amerikai, aki állítólag gengszter volt
  - Ahmed, az óriás török
  - Berg, a lányos arcú fiatalember
  - Tirone és Kolseff
  - Gilles kapitány
  - Ponson őrmester